# Ószumi
Ószumi (angolosan: Ohsumi) Japán első ionoszféra kutató teszt műholdja.  Nevét egy japán szigetcsoportról kapta.
1970-ben a teszt műhold Japán első önálló űrkísérlete, a Szovjetuniót, Amerikát és Franciaországot  követve negyedikként vált saját hordozórakétával is rendelkező űrhatalommá.

## Küldetés
Önálló tudományos és technikai feltételekkel rendelkezve ionoszféra műhold indítása a világűrbe.

## Jellemzői
Építette és működtette Ucsú Kagaku Kenkjú Honbu (japánul: 宇宙 科学研究 本部), 1964-től Institute of Space and Astronautical Science (ISAS), 2003-tól JAXA.
1970. február 11-én a Kagosimai ISAS űrközpontból (Kagoshima Space Center) egy Lambda 4S–5 hordozórakétával állították magas Föld körüli pályára (HEO = High-Earth Orbit).
Megnevezései: Ószumi; Ohsumi; Ohsumi (1970-011A). Kódszáma: SSC 4330.
Feladata teszt műholdként elősegíteni az önálló világűrkutatást. Nem stabilizált műhold. Formája csonka kúp, alsó átmérője 30,4, felső átmérője 17,9  centiméter, magassága 40 centiméter. Pályakorrekciókat biztosító hajtóanyagtartály gömb alakú, ármérője 40 centiméter, magassága 1 méter. Az elektromos energiát akkumulátorok biztosították. Terv szerint az ionoszféra megfigyelése során hőmérséklet és sűrűség mérése, mérni a Nap energia kibocsátását, és a világűrben jelen lévő nagy energiájú részecskéket. Az orbitális egység pályája 144 perces, 31,04 fokos hajlásszögű, elliptikus pálya perigeuma 350 kilométer, az apogeuma 5140 kilométer volt. Hasznos tömege 38 kilogramm. Indítás után 2,5 órával rádiójellel jelezte pályára állását. A rádiójel erőssége fokozatosan csökkent. Technikai okok miatt 15 óra elteltével aktivitása megszűnt, a világűrben 33 éven keresztül végezte passzív pályairányos keringését.
2003. augusztus 2-án 12 224,67 napot (33.47 év) követően belépett a légkörbe és megsemmisült.